# なめ猫
なめ猫（なめねこ、英語: Perlorian Cats）とは、1980年代初頭の名古屋で生まれ、日本で数年にわたって流行した、暴走族風の身なりをした猫のキャラクター企画。
本物の仔猫に衣装を着せて座らせ、正面から撮ることで直立して見えるように撮影したものを最初に、数々の商品が作られた。プロデューサーは津田覚。
正式名称は「全日本暴猫連合 なめんなよ」。そのキャッチフレーズが「なめんなよ」だったことから略され「なめ猫」となった。「なめんなよ」の英語表記は「Don't Pelorian!」。

## 概説
元々、津田が近所のクリーニング屋から引き取り大切に育てていた4匹の仔猫たちが、津田の恋人が置き忘れていった人形の洋服に興味を持ち、それを見て面白半分にそれを着せて撮影したのが始まりだったという。
当時のツッパリブームにあわせて、暴走族風の衣装を着せて売り出した。津田はこれ以前にも、スーパーカーのポスターを売り出して大ヒットさせていた。
初代のなめ猫グッズは、1980年から1982年まで発売された。ポスターは600万枚、自動車の免許証風のブロマイドは1200万枚を売り上げた。キャラクターグッズの売り上げは1980年だけで26億円（当時の大卒初任給の平均は11万円）、1982年までに570億円以上。「死ぬまで有効」、「なめられたら無効」等の表記でも有名なこの免許証風ブロマイドは一大ブームとなり、なめ猫以外にも、芸能人・アニメ・映画のキャラクターやエリマキトカゲなどを使った派生商品が多数販売された。ブーム最盛期には交通違反者が運転免許証提示命令に対しこぞってこの「なめ猫免許証」を出して見せたことから、警察から発売元へクレームが入るほどの社会現象となった。
その他、文具・写真集・レコード・ゲームなど、1982年までに約200社から520アイテムのキャラクター商品が発売された。しかし、マスコミや動物愛護団体から猫への虐待を疑う声が多く寄せられた。「はく製じゃないかとか背中に針金が入っているんじゃないかとかね。でも、あれはただ座って前足を上げているだけなんですよ。猫じゃらしで遊ぶときにあの姿勢をよくとっています。立っているとカン違いした人が多かったんですね」と津田覚が話すように、あたかも立たせているように見せかけているが、実際には衣装と撮影方法に仕掛けがあり、猫は前足を上げていただけで、撮影が虐待とするほど過酷ではなかったと考えられる。また、津田が多忙になったこともあり、商品発売は終了した。その後なめ猫たちは、スタッフや希望者に引き取られたという。
他の多くのキャラクター商品と同様に模造品や海賊版が存在し、こちらはキャッチフレーズを「なめるなよ」｢にゃめるな｣「にゃんだと」等に変えた物もあった。
地元名古屋発CBCテレビの若者向け番組「ぱろぱろエブリデイ」がブームの発信源の1つとされる。
なめ猫は、『オリコン・ウィークリー』（現・『oricon style』）誌1981年12月4日号の表紙を飾った。人間以外の動物が同誌の表紙になったのは、2005年6月現在これが唯一である。
1998年に、なめ猫の1999年版カレンダーが発売。「DON'T KID ME!!!!」と表記された。
2005年に、（前述のカレンダーを除けば）23年ぶりになめ猫グッズが発売された。当時のオリジナルと同じ暴走族ファッションの猫のほか、現代風のファッションの猫もある。免許証風のブロマイド、時計、バスタオルなどが発売されている。なお、この再発売のため新たに撮りおろされた写真は一枚も無く、全てプロデューサーの津田が当時撮影したものをグッズに使用している。2005年度版の免許証風ブロマイドは2015年時点で1900万枚を売り上げている。
2007年頃には約50社から200アイテム以上が新発売され、日本国外を含めて200億円以上を売り上げた。
2006年には警視庁の暴走族追放キャンペーンのポスターに使われた。2007年より肖像パブリシティ権侵害行為防止キャンペーンポスターに使用され、2008年には「みんなで『情報セキュリティ』強化宣言！2008」を展開するメインキャラクターとして使用された。
2015年にはソフトバンクが展開する「Y!mobile」の学割応援団のキャラクターとして使用され、なめ猫免許証が作れるサイトも開設された。2016年にも再びCMキャラクターに起用され、その声を哀川翔が担当している。
2021年11月1日から2022年3月31日の冬季海難防止活動の第二管区海上保安本部・日本海海難防止協会のポスターに起用。
2023年に『なめ猫 on STAGE』として舞台化。令和の時代に生まれながら昭和の文化に傾倒する登場人物たちの物語が展開した。公式サイトでは「氣矢数徒（キャスト）」「数毛樹琉（スケジュール）」といった、昭和のヤンキー文化を彷彿とさせる当て字が使われている。2024年に第2弾『なめ猫ロックショー！』が上演された。
エンスカイより「なめんなよカードコレクション2」（免許証カード8種、パロディカード12種、ライセンスカード12種、カードゲーム風カード8種）が発売されており、（当て物タイプは2015年にリニューアル、パックタイプは2018年に発売）、セリアやエンスカイの通販などにより通年販売がされている。

## 日本国外への波及
なめ猫は1982年、アメリカに進出する。アメリカのToppsが、「Perlorian Cats」の名称でなめ猫のステッカーを発売した。なめ猫の写真を使った英語版絵本も発売された。
2000年代に入り、なめ猫の日本でのブームを取り上げた当時の記事を、アメリカの雑誌社の社員が発見したことがきっかけで、再びアメリカでなめ猫グッズが発売され、1枚2ドルのグリーディングカードが80万枚売れる大ヒットになった。

## 主なキャラクター
又吉（またきち）
主役の猫。学ランを着ている為オスに見えるが実際の性別はメス。ブーム後4匹の子供を産んで16歳でその生涯を終える。
ミケ子
又吉の恋人役とされている三毛猫。ブーム後スタッフに引き取られ、その後の様子がフジテレビで1999年9月28日に放送された「20世紀探検隊」で紹介された。2004年没。

## 写真集
1981年4月に桃園書房から写真集『いたずらトッポのおはなし』（プロデュース：津田覚、撮影：脇田敏。ASIN B000JBWNYG）を発売し、15万部を記録。同年12月には『いたずらトッポのおはなし（2）』（ASIN B01LTIBK9G）も発売されている。同年12月8日にシンコー・ミュージック出版から写真集『なめんなよ 又吉のかっとびアルバム』（プロデュース：津田覚、撮影：脇田敏、ISBN 4401620240）を発行、発行部数は50万部。『なめんなよ 又吉のかっとびアルバム』は2016年1月20日には未発表写真を追加し、文庫本（立東舎文庫。ISBN 9784845627530）として出版された。

## レコードおよびCD
1981年11月21日に「又吉&なめんなよ」名義でシングル・レコード『なめんなよ』が日本フォノグラム（現・ユニバーサル ミュージック）から発売され、25.5万枚（オリコン調べ）または年内に48万枚を売り上げ、オリコンシングルチャートで最高5位を記録。このレコードは、エンド部の溝に猫の声が入っており、オートターンテーブルでなければ延々と鳴き続ける仕掛けとなっていた。作詞・作曲は又吉、編曲：PELORIAN。『ザ・ベストテン』で20位から11位の中にランクインされた時は、音源は流れるものの、版権上、なめ猫の写真は使えず、画面いっぱいにホワイト、またはイエローグリーンが映し出されていた。『ザ・トップテン』では20位から11位の中にランクインされた時に、司会者が「実は、こういう人たちが歌っています」と、バンドの写真を見せており、1982年新年の放送では第10位にランクインを果たした。
長らくCD化もされず、入手困難だったが、2005年3月24日に発売されたオムニバスCD『愛しのキャラうた伝説〜キャラクター・ソングの素晴らしき世界〜』に「なめんなよ」が収録された。
2016年3月30日には、オリジナルのシングル・レコードと同じ収録構成に「なめんなよ」のオリジナル・カラオケを追加したシングルCDがアドニス・スクウェアから発売された。
「なめんなよ」のヴォーカルは元トランザムの西濱哲男だったが、西濱が猫の着ぐるみを着て表に出るのを拒否したため、『ヤングおー!おー!』などのテレビ番組への出演をきっかけに、元ザ・スティングの藤タカシ（今関孝）にリード・ヴォーカルが交代した。このため、セカンドシングル『おちょくっとんなよ』と後述のアルバムの一部の楽曲のヴォーカルは藤が担当した。翌1982年、藤と本曲のリズムセクションとで、M-BANDとして正式にデビューした。
1981年12月20日には、同じく「又吉&なめんなよ」名義で、写真集と同名のLP『なめんなよ - 又吉のかっとびアルバム』と2枚目のシングル『おちょくっとんなよ』が発売された。『なめんなよ - 又吉のかっとびアルバム』はオリコンLPチャートで最高35位、『おちょくっとんなよ』はオリコンシングルチャートで最高74位を記録した。
このほか、「なめ猫」名義の「なめ猫の歌（本猫盤）」や、オリジナルのアニメーションキャラクターのネコによるグループという設定の「川崎黄金猫舎」（かわさき きんねこ）の「パープリング・ブギ」という企画、便乗盤もポリスターから発売された（尚、川崎黄金猫舎は当時の人気音楽番組『夜のヒットスタジオ』（フジテレビ系）にも登場しており、この際には、スタジオ風景にキャラクターが歌っているアニメーション映像を合成する形で右の『パープリング・ブギ』が放映された〈1981年12月21日放送〉）。「なめ猫の歌（本猫盤）」はCD『テレビ狂時代（2）僕たちの70〜80年代セレクション』に収録されている。
また、2008年10月15日には又吉&D.O名義のCD『なめ猫25周年記念ミニアルバム なめんなよ』がポニーキャニオンから発売された。『 〜なめねこ又吉最強伝説〜なめんなよ!』を連載している「別冊コロコロコミック」とのコラボレーション企画である。6曲が収録されており、タイトル曲にはストロングマシン2号も参加している。

## 舞台

### 2023年
なめ猫 on STAGEというタイトルで2023年2月22日から3月1日まで新宿FACEにて上演。
ロックンロールバンドの「not men not 4」のメンバーとヒップホップチーム「ゲルマウス」のメンバーが朋郷高校の学園祭のステージへの出演権をめぐる物語。

#### キャスト
not men not 4
- 室川恭弥 - 中山優貴
- 袋井美貴 - 鷲尾修斗
- 松下常彦 - 横井翔二郎
- 橋田真人 - 前田隆太朗

ゲルマウス
- 錦城悠 - 結城伽寿也
- 東尾一 - 大見拓土
- 井草道也 - 杉山真宏

その他
- 転校生 野間克人 - 蔵田尚樹
- 伝説の先輩 沢永- 林野健志
- 喫茶「またたび」マスター 小川健一 - 小林けんいち

#### スタッフ
- 原作 - なめ猫
- 演出 - 村井雄（KPR / 開幕ペナントレース）
- 脚本 - 村上純（しずる）
- 音楽 - 手島いさむ

### 2024年
2024年5月16日から24日まで浅草花劇場で『なめ猫ロックショー！』が上演された。
脚本は2023年に引き続いて村上純が担当し、演出は新たに村田充が手がけた。

#### キャスト（2024年）
- 室川恭弥 - 中山優貴[17]
- 袋井美貴 - 鷲尾修斗[17]
- 三野美樹 - 星元裕月[17]
- 河西理音 - 髙﨑俊吾[17]
- 向伊織 - 三浦海里[17]
- 野間克人 - 蔵田尚樹[17]

#### スタッフ（2024年）
- 脚本 - 村上純（しずる）[17]
- 演出 - 村田充[17]
- 音楽 - 手島いさむ[17]